# Bhagat Singh
Bhagat Singh (Distretto di Faisalabad, 28 settembre 1907 – Lahore, 23 marzo 1931) è stato un rivoluzionario indiano.

## Origini e studi
Nacque in una famiglia Sikh nel distretto di Lyallpur in Punjab (oggi in Pakistan) e crebbe a Nawanshahr, in Punjab (oggi in India) dove la sua famiglia si era spostata. Alcuni membri della sua famiglia avevano partecipato al movimento d'indipendenza indiano. In gioventù studiò i movimenti rivoluzionari europei e fu attratto dalle idee di anarchismo e marxismo.

## Il massacro di Amritsar
Singh venne influenzato da una serie di avvenimenti tragici durante la sua infanzia. 
Il 13 aprile 1919, migliaia di indiani si radunarono nel cuore della città di Amritsar (in Punjab) nel giorno della festa Baisakhi. Il raduno sfidava l'articolo della legge marziale che proibiva riunioni di cinque o più persone in città. Il luogo del ritrovo, il Jalianwalla Bagh, era un parco circondato su tutti i lati da mura di mattoni e con una sola stretta apertura per l'accesso e l'uscita.
Le truppe inglesi accorse a ristabilire l'ordine erano guidati dal generale Dyer, che ordinò ai soldati di aprire il fuoco senza alcun preavviso, causando almeno 379 morti e oltre 1200 feriti (secondo altre stime morirono più di 1000 persone).
Bhagat Singh visitò subito il luogo del massacro, che instillò in lui un profondo patriottismo e un forte odio verso gli inglesi. Nel 1920 partecipò al movimento di non cooperazione di Gandhi, ma disilluso dalla filosofia di Gandhi della non-violenza, nel 1922 si unì al movimento rivoluzionario dei giovani (Young Revolutionary Movement). L'anno successivo, per evitare il matrimonio scappò di casa lasciando una lettera in cui dichiarava: "La mia vita è stata dedicata ad una nobile causa, quella della libertà del Paese. Pertanto, non c'è riposo o desiderio del mondo che mi può attirare ora..."

## Lala Lajpat Rai e l'omicidio di Saunders
Nel 1928 il governo britannico istituì una commissione per riferire sulla situazione politica in India. La commissione venne accolta con proteste a livello nazionale perché era composta esclusivamente da inglesi. Il 30 ottobre 1928, quando la commissione visitò Lahore, l'attivista Lala Lajpat Rai organizzò una protesta non violenta contro la commissione, ma la polizia rispose con la violenza. Rai venne ferito e morì il 17 novembre 1928. Bhagat Singh decise di vendicarlo e si unì all'Hindustan Socialist Republican Association (HSRA), pianificando insieme ad altri rivoluzionari l'assassinio del Sovrintendente della polizia James A. Scott.
Il giorno dell'attentato, per errore Bhagat Singh e Rajguru spararono a John P. Saunders, l'assistente di Scott. Per scampare all'arresto, si nascosero per due giorni e scapparono da Lahore in treno, diretti a Bathinda. Per evitare il riconoscimento i due si tagliarono i capelli e la barba, e, vestendo abiti occidentali, riuscirono a fuggire.

## La bomba nella Central Legislative Assembly
Per combattere i rivoluzionari come Singh, il governo britannico istituì una legge che permettesse alla polizia di sparare liberamente ai civili. L'8 aprile 1929 Bhagat Singh e un amico, Dutt, decisero di lanciare bombe fumogene nella Central Legislative Assembly con l'obiettivo di ottenere pubblicità e aprire gli occhi ai loro connazionali indiani sull'oppressione inglese. Tutta la sala si riempì di fumo e del grido di Inquilab Zindabad (viva la rivoluzione); Singh e Dutt si fecero arrestare, dichiarando: "ci vuole un forte rumore per far udire i sordi". Le bombe erano state gettate lontano dalle persone e non erano abbastanza potenti da causare danni.
Il 15 aprile 1929 la polizia scoprì la fabbrica di esplosivi che aveva prodotto le bombe ed arrestò alcuni membri dello HSRA, sette dei quali diventarono informatori aiutando la polizia a collegare Singh, Rajguru e Sukhdev all'omicidio di Saunder.
Singh decise di usare la corte come strumento per rendere pubblica la causa per cui lottava: l'indipendenza dell'India.

## Lo sciopero della fame in carcere
Bhagat Singh venne rinchiuso nel carcere di Delhi, dove notò la discriminazione tra prigionieri indiani ed europei e insieme ad altri prigionieri diede inizio uno sciopero della fame per cambiare la situazione degli internati indiani. Egli chiese l'uguaglianza di cibo, vestiti, disponibilità di libri e di giornali e che i prigionieri indiani non fossero costretti a lavori manuali, poco dignitosi e poco salutari.
Il governo cercò di interrompere lo sciopero fornendo cibo di qualità e riempiendo le brocche d'acqua con latte, in modo che i prigionieri rimanessero assetati, ma nessun prigioniero interruppe lo sciopero. Nemmeno i tubi con l'alimentazione forzata ebbero successo.
Poiché lo sciopero della fame aveva portato gli scioperanti ad una certa popolarità e aveva attirato l'attenzione delle persone a livello nazionale, il governo decise di anticipare il processo per l'omicidio di Saunders. Il 13 settembre 1929, lo scioperante Das morì di fame, mentre altri cinque prigionieri interruppero lo sciopero. Bhagat Singh e Dutt continuarono lo sciopero e lo terminarono con successo dopo sessantacinque giorni.

## Tribunale speciale ed esecuzione

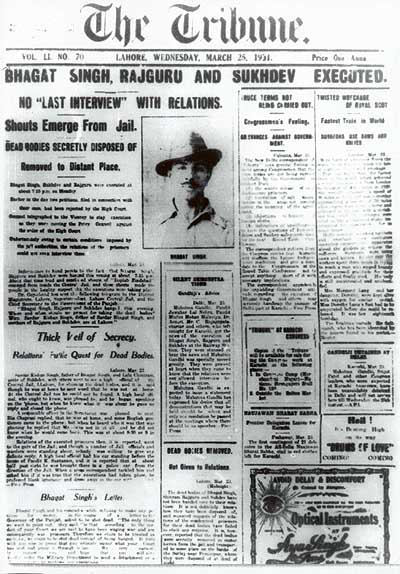
La prima pagina di The Tribune, che riporta l'esecuzione di Singh

Per accelerare il processo per l'omicidio di Saunders, venne creato un tribunale speciale composto da tre giudici. Il processo iniziò il 5 maggio 1930 contro diciotto accusati, tre dei quali anche testimoni. Il 7 ottobre 1930, il tribunale concluse il suo lavoro sulla base di tutte le prove. Bhagat Singh, Rajguru e Sukhdev furono condannati a morte per impiccagione, mentre altri 12 imputati furono condannati al carcere a vita.
Bhagat Singh rifiutò di fare ricorso e di chiedere la grazia: desidera morire in modo da ispirare i giovani. Nella sua ultima lettera scrisse di essere stato arrestato durante una guerra ("per me non ci può essere forca. Mettetemi nella bocca del cannone e sparatemi").
Il 17 marzo 1931, il ministro dell'interno del Punjab anticipò l'impiccagione dal 24 al 23 marzo. Bhagat Singh, Rajguru e Sukhdev vennero informati poche ore prima dell'esecuzione, e vennero impiccati alle 19:30 nel carcere di Lahore.
Le autorità del carcere cremarono in segreto i corpi dei giustiziati e ne gettarono le ceneri nel fiume Sutlej.
Per la prima volta le esecuzioni furono eseguite di sera, con un anticipo di 11 ore e senza informare le famiglie dei condannati.

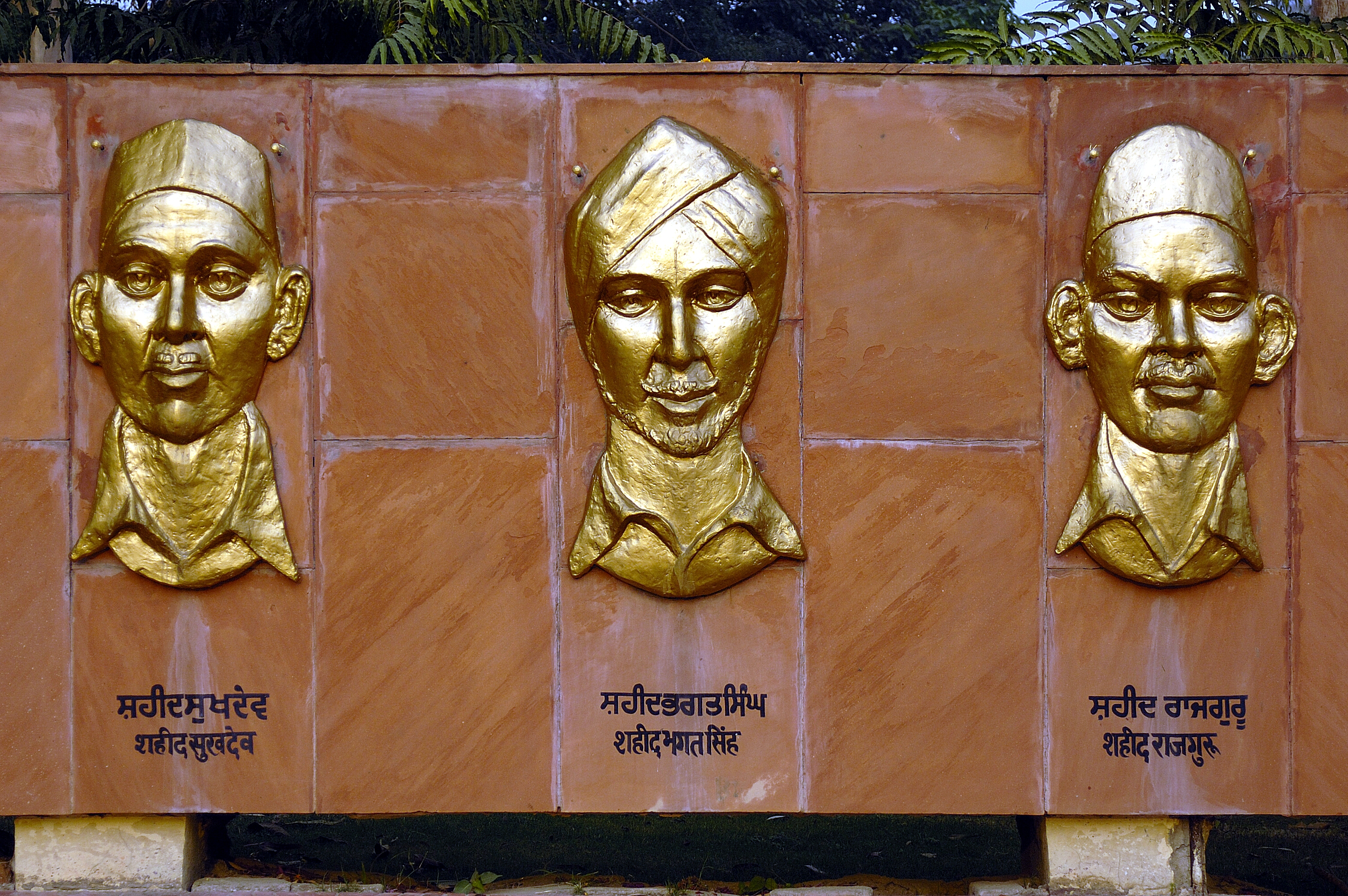
Il monumento in memoria di Sukhdev, Bhagat Singh e Rajguru a Hussainwala sulla riva del fiume Sutlej, ad 1 km dal confine India-Pakistan

## La reazione all'esecuzione e la popolarità
L'esecuzione di Singh, Rajguru e Sukhdev fu riportata ampiamente dalla stampa. I giovani organizzarono proteste contro il governo inglese.
Quattro giorni dopo l'esecuzione, la fotografia di Bhagat Singh fu venduta in quasi tutte le città Indiane; la sua popolarità superava anche a quella di Gandhi.
Bhagat Singh fu cremato sulla riva del fiume Sutlej, a solo 1 km dal confine India-Pakistan.
Nel parlamento indiano è stata installata una statua di Singh alta cinque metri. Sono stati inoltre costruiti vari musei in suo onore.
Nel 1968 è stato emesso un francobollo in memoria di Bhagat Singh.
Nel 2008 è stato nominato greatest Indian dalla famosa rivista India today.